# Sonet 106 (William Szekspir)

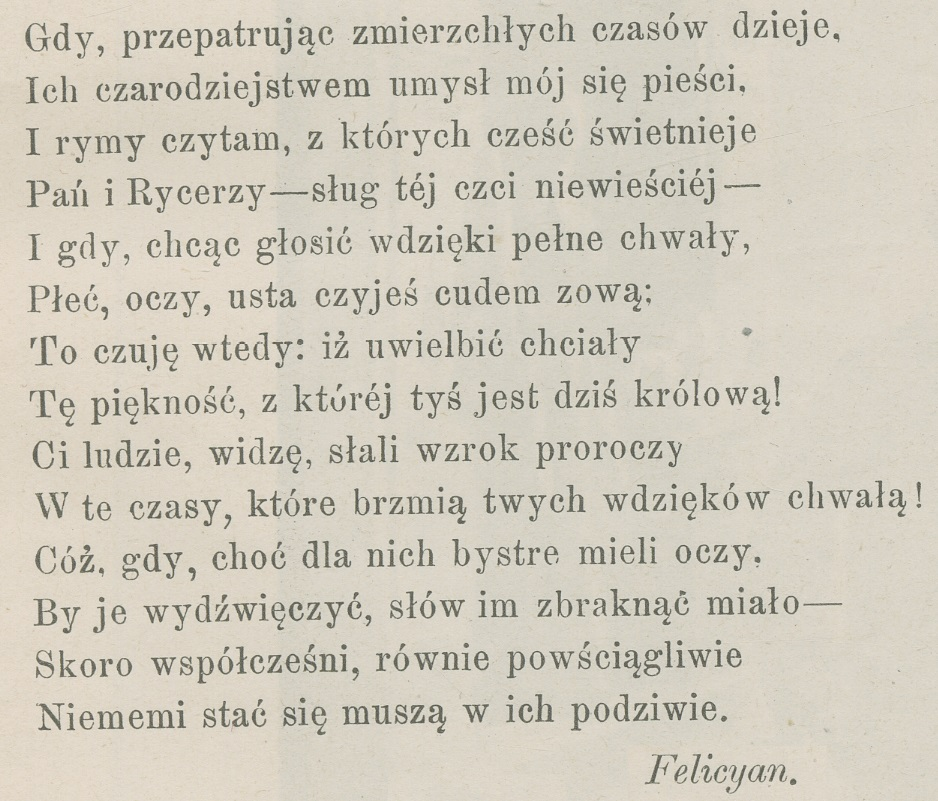
Pierwszy przekład sonetu 106 na język polski przez Felicjana Faleńskiego z 1891 roku

When in the chronicle of wasted time

I see descriptions of the fairest wights,

And beauty making beautiful old rhyme

In praise of ladies dead and lovely knights,

Then, in the blazon of sweet beauty’s best,

Of hand, of foot, of lip, of eye, of brow,

I see their antique pen would have express’d

Even such a beauty as you master now.

So all their praises are but prophecies

Of this our time, all you prefiguring;

And, for they look’d but with divining eyes,

They had not skill enough your worth to sing:

For we, which now behold these present days,

Had eyes to wonder, but lack tongues to praise.

Czytając czasów zapomnianych księgi,

Gdzie pięknych ludzi opisanie mamy,

Gdzie rym przepięknej nabiera potęgi,

Wielbiąc rycerzy i pomarłe damy,

Widzę, że dawne pióro, sławiąc skronie,

Ręce, czy stopy, lica czy też oczy,

Chciało dać obraz piękności, co płonie

Tak bardzo w tobie, jej władco uroczy:

Przeczuciem były tej dzisiejszej chwili

Wszystkie ich chwalby, stąd na obraz krasy

Godny daremnie się ich sztuka sili:

Nam, co patrzymy na dzisiejsze czasy,

Z wielkich podziwów oko się zamyka:

By godnie sławić, braknie nam języka.

Sonet 106 (incipit WHen in the Chronicle of waſted time) – jeden z cyklu 154 sonetów autorstwa Williama Szekspira. Po raz pierwszy został opublikowany w 1609 roku.
Sonet 106 sięga w przeszłość, w przeciwieństwie do sonetów 17 oraz 55, które szukają w przyszłości recepcji ukochanego jako osoby, jak  i jego piękna.

## Treść
W sonecie tym podmiot liryczny, przez niektórych badaczy utożsamiany z autorem, sięga do starych ksiąg szukając tam zapowiedzi zwiastowania piękna ukochanego i odkrywa, że wszystkie opisy piękna tam przedstawione dotyczą właśnie jego, tak jak gdyby ich autorzy posiadali dar widzenia przyszłości.
Wersy 1-4 są zainspirowane poezją Edmunda Spensera najprawdopodobniej Królową wieszczek (ang. The Faerie Queene). Wersy 3 i 4 są nawiązaniem do sonetu XLVI (wyd. 1592) (LII wg wyd. z 1896)) z cyklu Sonetów do Delii Samuela Daniela (ang. Let others sing of knights and paladins, / In agèd accents and untimely words,). W wersie 11 metafora ang. divininig eyes (jasnowidzące oczy) zawiera odniesienie do starotestamentowych proroków, przepowiadających nadejście Jezusa Chrystusa, pozwalając na podwójną interpretację wersów 11 i 12 zarówno taką, iż ponieważ przeszłe pokolenia nie posiadały prawdziwie jasnowidzących oczu, nie posiadały również daru opisania obecnej piękności ukochanego lub też inną – ponieważ ich oczy mogły tylko zgadywać, nie mogli posiadać odpowiednich w tym celu umiejętności (użyte w wersie 12 słowo ang. skill, zostało poprawione podczas redakcji ze słowa ang. still (użyte w znaczeniu „na razie”) co pozwala na jeszcze szerszą interpretację). 
Parafraza ostatniego wersu sonetu ang. Eyes to wonder, tongue to praise, posłużyła za tytuł książki będącej uhonorowaniem polskiej szekspirolog prof. dr hab. Marty Gibińskiej.

## Polskie przekłady
| 1891 |  | Gdy, przepatrując zmierzchłych czasów dzieje, |  | Felicjan Faleński   | [ 17 ] |
| 1907 |  | Czytając czasów zapomnianych księgi.          |  | Jan Kasprowicz      | [ 18 ] |
| 1913 |  | Kiedy w kronice zmierzchłych czasów świetnej, |  | Maria Sułkowska     | [ 19 ] |
| 1922 |  | Czytając czasów zapomnianych księgi,          |  | Jan Kasprowicz      | [ 4 ]  |
| 1948 |  | Kiedy ksiąg zapylone wertując foliały,        |  | Władysław Tarnawski | [ 20 ] |
| 1968 |  | Gdy w kronikach przeszłości znajduję opisy    |  | Marian Hemar        | [ 21 ] |
| 1973 |  | Kiedy w kronikach minionych stuleci           |  | Jerzy Łowiński      | [ 22 ] |
| 1979 |  | Kiedy w kronikach czasów przeminionych        |  | Maciej Słomczyński  | [ 23 ] |
| 2011 |  | Gdy wglądam w malowane słowem dawne dzieje    |  | Stanisław Barańczak | [ 7 ]  |
| 2015 |  | Kiedy w zapisach z czasów już minionych       |  | Ryszard Długołęcki  | [ 24 ] |